# Bertem
Bertem är en kommun i Belgien.   Den ligger i provinsen Flamländska Brabant och regionen Flandern, i den centrala delen av landet, 19 kilometer öster om huvudstaden Bryssel. Antalet invånare är 9 599.
Trakten runt Bertem består till största delen av jordbruksmark. Runt Bertem är det tätbefolkat, med 709 invånare per kvadratkilometer.